# Fæhår og Harzen
Fæhår og Harzen er en dansk komedieserie fra 1995, skrevet og instrueret af Hans Kragh-Jacobsen. Serien består af seks afsnit og har Finn Rye Petersen og Jarl Forsman i hovedrollerne.

## Handling
Den korpulente, godmodige Fæhår (Jarl Forsman) er netop blevet foragtet af sin kone og har midlertidigt fået husly i Harzens lille lejlighed i Valby. Denne nødløsning fungerer langt fra problemfrit, men da de to arbejder sammen som flyttemænd og spiller messing til sølvbryllup, er de forbundne kar. Snart myldrer alle mulige slags folk sig omkring dem.